# Осока тонкокореневищна
Осока тонкокореневищна (Carex chordorrhiza) — вид багаторічних трав'янистих рослин родини осокові (Cyperaceae). Належить до секції Carex sect. Chordorrhizae із підроду Carex subg. Vignea.

## Опис
Рослина має особливий вегетативний спосіб розмноження. Кореневища короткі. Листові вегетативні стебла сильно витягуються по ходу сезону. Спочатку прямостоячі, вони зрештою стають лежачими і в наступному сезоні утворюють коріння й пагони з вузлів. Ці горизонтальні стебла, як правило, заростають мохом або утворюють мережі на мілководді й, таким чином, грають роль кореневищ. Рослина з циліндричними, гладкими стеблами до 40 см. Листки плескато-жолобчасті, коротші за стебло. Колосків 3–5, кожен у нижній частині з жіночими, у верхній — з чоловічими квітками. Покривні луски гострі, іржасті. Плоди 3,5–4,5 мм, з дзьобом 0,5–1 мм. 2n=60, 62, 70. В Україні цвіте у травні–липні й плодоносить у серпні.

## Поширення
Північна Євразія: Корея, Росія, Кавказ, Європа (в тому числі Україна); Північна Америка: США, Канада, Гренландія, Сен-П'єр і Мікелон. Циркумполярний вид з диз'юнктивним поширенням у гірських регіонах. Населяє дуже вологі й кислі болота, гіпнові та сфагнові плави озер.
В Україні — на пд. межі поширення, зростає в Поліссі (переважно Зх.), зрідка у пн. частині Лісостепу. Адм. регіони: Волинська, Рівненська, Житомирська, Київська, Чернігівська, Львівська, Івано-Франківська, Полтавська області. Охороняють у Поліському, Черемському, Рівненському (всі ділянки) ПЗ, в Шацькому НПП, заказниках загальнодержавного значення «Нечимне», «Чахівський», «Згоранські озера», «Почаївський», «Вичівський», «Золотинський», «Сварицевицький», «Хиноцький».

## Галерея

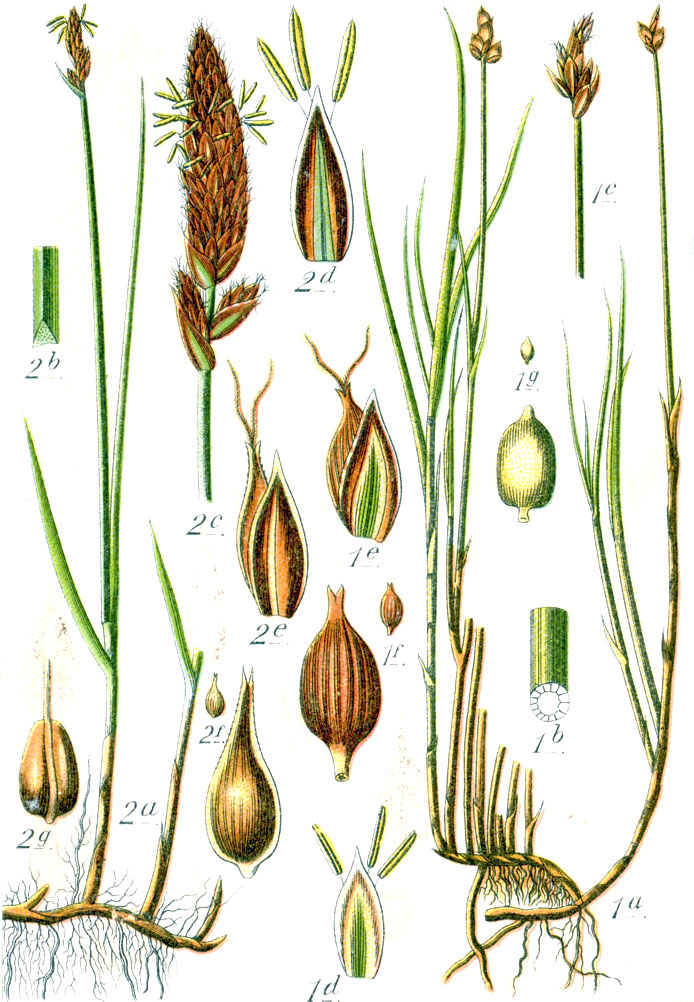